# Сан-Джакомо-делла-Черрета
Церковь Сан-Джакомо-делла-Черрета (итал. La chiesa di San Giacomo delle Cerreta — церковь Святого Иакова в Черрете) — приходская римско-католическая церковь, расположенная вдоль Виа-Франчиджена («франкского пути»), дороги французских паломников, в одноименной деревушке в коммуне Белджойозо, Ломбардия, области Павия.

## История
Церковь построена недалеко от оспедале (приюта) селения Черрета («Дубовый лес»), подчинённого каноникам Санта-Мария-Гальтиери (Santa Maria Gualtieri), и упоминается в документах, по крайней мере, с 1251 года. Территория, на которой находилась церковь, определялась с XII века, как Поркария, поскольку вдоль реки По произрастали густые дубовые леса, в которых разводили свиней.
В 1460 году церковь и оспедале были переданы канониками в собственность графов Барбиано ди Бельджойозо, а в 1493 году инвеститура стала бессрочной. В 1576 году во время апостольского визита было отмечено, что церковь с 1574 года не имеет настоятеля, но находится в хорошем состоянии. Однако в отчёте о посещении приют больше не упоминается, и, следовательно, он к этому времени прекратил существование.
В 1855 году церковь использовалась как лазарет для больных холерой во время эпидемии, поразившей многие районы северной Италии.

## Архитектура
Церковь имеет прямоугольный план, полукруглую апсиду, один неф. Фасад в основном выполнен из открытой кирпичной кладки, которая контрастирует с белёсым квадратом штукатурки портала с большой центральной буквой «S». Солнечные часы, которые находились в верхнем левом углу портала, почти полностью утрачены, от них на остатках штукатурки сохранилась дата 1697 год. Верхняя часть фасада оформлена терракотовым фризом с растительными мотивами, идущим вдоль линии фронтона. Ниже фриза располагается готический аркатурный пояс. Внешние стороны церкви, особенно южная, также сохранили терракотовые фризы и окна в готическом стиле, а апсида частично сохранила стены от предыдущего романского здания.
Внутри церкви находится большое прямоугольное помещение, а с южной стороны расположена апсида, характеризующаяся стрельчатыми арками сводов. Помещение перекрыто деревянным стропильным потолком. Внутри находится деревянная статуя Святого Иакова в натуральную величину, сильно перекрашенная, но относящаяся к середине XV века, а также ценные фрески, относящиеся к тому же периоду. Большинство из них были написаны на высоте около 1,5 метров от пола и были созданы в качестве подношений за милости, полученные от прихожан. Многие из них были написаны поверх более старых.
Фрески, почти все из которых выполнены в стиле поздней готики (некоторые из них носят имена авторов, заказчиков и год создания), могут быть датированы серединой и концом XV века, и среди них, около алтаря, выделяется изображение Мадонны на троне с Младенцем, работа школы Винченцо Фоппы.